# Salem, Saline County, Arkansas
Salem är en ort i Saline County i delstaten Arkansas, USA.